# 7021 Томіокаматі
(7021) 1992 JN1 (1992 JN1, 1989 XH2) — астероїд головного поясу.
Тіссеранів параметр щодо Юпітера — 3,360.